# Sevede härad
Sevede härad var ett härad i Kalmar län, beläget i den östra delen av Sevede småland. Det motsvaras idag av Vimmerby kommun och en del av Hultsfreds kommun. Häradets areal var 1 135,55 kvadratkilometer varav 1 053,75 land. 1930 fanns här 15 686 invånare. Tingsplats var Vimmerby.

## Namnet
Häradsnamnet skrevs 1311 in Sigwidhæ. I namnet ingår ett med det dialektala siga besläktat ord som betyder "rinna" eller "sippra" samt en form av vidher, "skog".

## Socknar
Sevede härad omfattade sju socknar:
I Vimmerby kommun
- Djursdala
- Frödinge
- Pelarne
- Rumskulla (före 1891 även delar i Ydre härad)
- Södra Vi
- Vimmerby

I Hultsfreds kommun
- Vena (före 1886 även delar i Aspelands härad)

samt:
- Hultsfreds köping

Vimmerby stad hade egen jurisdiktion (rådhusrätt) till 1948 då staden blev en del av Sevede och Tunaläns domsagas tingslag.

## Geografi
Häradet var beläget i nordöstra Småland och i nordvästra delen av Kalmar län, på gränsen mot Östergötland i norr. Häradsområdet hade sitt centrum i området kring Vimmerby stad (staden ingick inte i häradet) och omfattade även länets högsta trakter. Dessa var huvudsakligen skogbevuxna och bebyggelsen koncentrerad till höjderna. I Rumskulla socken ligger Norra Kvills nationalpark. Häradsområdet genomflyts i en U-formig båge av Stångån i vars dal sjöarna Krön och Juttern bland flera är belägna. Intill dessa låg (1932) Krönbadens kurort samt Södra Vi kurort. Båda var stora badorter.
I sydväst avgränsade häradsområdet delvis av en djup dal med Emåns biflöde Silverån, som flyter till sjön Hulingen vid sydgränsen. 
Angränsande härader var Södra Tjusts härad i nordost, Tunaläns härad i öster, Aspelands härad i söder, Södra Vedbo härad i väster samt Ydre härad och Kinda härad i nordväst respektive norr. 
1932 uppgick häradets areal till 14 076 hektar åker- och 75 543 hektar skogsmark.
I Södra Vi socken finns den medeltida ruinen Krönsborg. Senare sätesgårdar var Ålhults säteri (Södra Vi socken), Fredensborgs herrgård (Vimmerby socken), Vinketomta säteri (Vimmerby socken), Storebro bruk (Vimmerby socken), Ventzelholms bruk (Rumskulla), Rumskulla säteri (Rumskulla), Viggesbo herrgård (Rumskulla), Vederhults säteri (Vena) Mossebo säteri (Pelarne), Rostorps säteri (Pelarne) och Herrstorps säteri (Pelarne).
Gästgiverier fanns i kyrkbyn i Frödinge socken, Hylta (Rumskulla), Skärstad (Södra Vi) och kyrkbyn i Vena socken.

## Län, fögderier, tingslag, domsagor och tingsrätter
Häradet hörde till Kalmar län. Församlingarna tillhör(de) Linköpings stift.
Häradets socknar hörde till följande fögderier:
- 1720-1863 Tunaläns, Sevede och Aspelands fögderi
- 1864-1945 Tunaläns och Sevede fögderi
- 1946-1990 Vimmerby fögderi

Häradets socknar tillhörde följande tingslag, domsagor och tingsrätter:
- 1680-1935 Sevede tingslag i 
  - 1680-1857 Sevede, Tunaläns och Aspelands domsaga
  - 1858-1935 Sevede och Tunaläns domsaga
- 1936-1968 Sevede och Tunaläns domsagas tingslag i Sevede och Tunaläns domsaga
- 1969-1970 Västerviks domsagas tingslag i Västerviks domsaga
- 1969-1970 Oskarshamns domsagas tingslag i Oskarshamns domsaga för Vena socken och Hultsfreds köping

- 1971-2005 Oskarshamns tingsrätt och domsaga för Vena socken och Hultsfreds köping
- 1971-2005 Västerviks tingsrätt och domsaga
- 2005- Kalmar tingsrätt och domsaga